# Pristupanje Makedonije Europskoj uniji
Pristupanje Sjeverne Makedonije Europskoj uniji naziv je za proces koji je počeo 2004. godine - 13 godina nakon što je Sjeverna Makedonija proglasila nezavisnost od SFRJ. Zemlja je službeni kandidat za ulazak u Europsku uniju od 2005. godine. Od 2014. godine jedna je od 8 preostalih kandidata za ulazak u EU (zajedno s Albanijom, Bosnom i Hercegovinom, Crnom Gorom, Moldavijom, Srbijom, Turskom i Ukrajinom) nakon zadnjeg kruga proširenja Unije koji je članstvo donio Hrvatskoj. 
Pristupanje Europskoj uniji definirano je kao jedan od najviših vanjskopolitičkih ciljeva sadašnje makedonske vlade.

## Neriješena pitanja
Sjeverna Makedonija je imala mnogo problema i neriješenih pitanja s Europskom unijom. Jedno od tih neriješenih pitanja je pitanje imena: Grčka nije priznavala Makedoniju pod tim imenom, te je zahtijevala da promijeni ime. Zbog toga Makedonija i promijenila ime u Sjeverna Makedonija.

## Nadnevak ulaska
Očekivani nadnevak ulaska Makedonije u EU još nije poznat.

## Ključni datumi
| Nadnevak            | Događaj                                                                     |
| ------------------- | --------------------------------------------------------------------------- |
| 9. travnja 2001.    | Potpisan sporazum o stabilizaciji i pridruživanju.                          |
| 22. ožujka 2004.    | Makedonija predaje formalni zahtjev za članstvo.                            |
| 14. veljače 2005.   | Makedonija predaje odgovore na Upitnik Europske komisije.                   |
| 9. studenog 2005.   | Europska komisija odgovora na Upitnik s pozitivnim mišljenjem (Avis).       |
| 16. prosinca 2005.  | Makedonija dobiva službeni status kandidata.                                |
| 14. listopada 2009. | Europska komisija predlaže početak pregovora.                               |
| 14. ožujka 2012.    | Europski parlament rezolucijom poziva Europsko vijeće na početak pregovora. |
| 10. listopada 2012. | Europska komisija predlaže početak pregovora.                               |
| 17. lipnja 2018.    | Potpisan Prespanski sporazum o promjeni imena u Sjeverna Makedonija         |
| 24. ožujka 2020.    | Formalni početak pristupnih pregovora.                                      |